# Zamek w Czarnem
Zamek w Czarnem – zamek pokrzyżacki znajdujący się dzisiaj w stanie ruiny. Znajduje się w mieście Czarne, nad Czernicą, w województwie pomorskim.

## Historia
Zamek został wzniesiony przez zakon krzyżacki w latach 1396–1403 w celu zabezpieczania traktu Człuchów–Szczecinek oraz razem z warowniami w Białym Borze i Lędyczku miał za zadanie chronić pobliską granicę z księstwem zachodniopomorskim. W warowni rezydował komornik krzyżacki.
Fortyfikację wybudowano na planie trapezu. Najkrótszą, 38-metrową flankę od strony nieobronnego miasta, wzmocnioną mokrą fosą, zaopatrzono w kwadratową wieżę o boku 9 m, wysuniętą na 3 m przed lico murów. Bramę umieszczono na przeciwległym krańcu wschodniego boku zamku (o długości 80 m) wzniesionego równolegle do drogi w kierunku Bytowa. W północnym narożniku zamku zachowały się relikty prostokątnej baszty otwartej ku dziedzińcowi. Nie wiadomo gdzie znajdował się główny dom zamkowy. Od północnego zachodu do zamku przylegało podzamcze otoczone murem o wymiarach 65 x 60 m, na terenie którego w XVI wieku powstało 12 domów.
Po zakończeniu wojny polsko-krzyżackiej w roku 1410, król Władysław Jagiełło nadał zamek swemu sprzymierzeńcowi księciu pomorskiemu Bogusławowi VIII, który jednak nie zdołał go utrzymać, w związku z czym zamek wrócił we władanie zakonu krzyżackiego.
W 1448 na zamku zatrzymał się wielki mistrz Konrad von Erlichshausen, a w 1454 Krzyżacy pertraktowali tutaj z księciem Erykiem I w sprawie wojsk zaciężnych.
Podczas wojny trzynastoletniej w 1454 roku propolski Związek Pruski obronił się na zamku przed atakiem Krzyżaków przypuszczonym siłą 1500 żołnierzy najemnych, a następnie w styczniu 1455, kiedy obronił zamek przed 1900 żołnierzami Zakonu Krzyżackiego.
Po II pokoju toruńskim w 1466 roku zamek został objęty przez władze polskie, w związku z czym rezydował w nim starosta niegrodowy. W połowie XVI stulecia na zamku rezydował starosta Mikołaj Konarski, który na jego terenie wybudował dwukondygnacyjny drewniany pałac, stajnię i budynki gospodarcze. Pod koniec XVI wieku zamek został rozbudowany i umocniony poprzez budowę w północno-wschodnim boku podzamcza, bliżej narożnika zwróconego ku rzece, oktagonalną wieżę, określoną przez Bohdana Guerquina jako basteja.
Zamek broniony w 1626 przez starostę Sapiehę przed Szwedami nie posiadał już niezbędnych walorów obronnych, w związku z czym został zdobyty. W kwietniu 1627 roku pod zamkiem wojska polskie stoczyły zwycięską bitwę z wojskami szwedzkimi, w związku z czym zamek ponownie został obsadzony przez polską załogę.

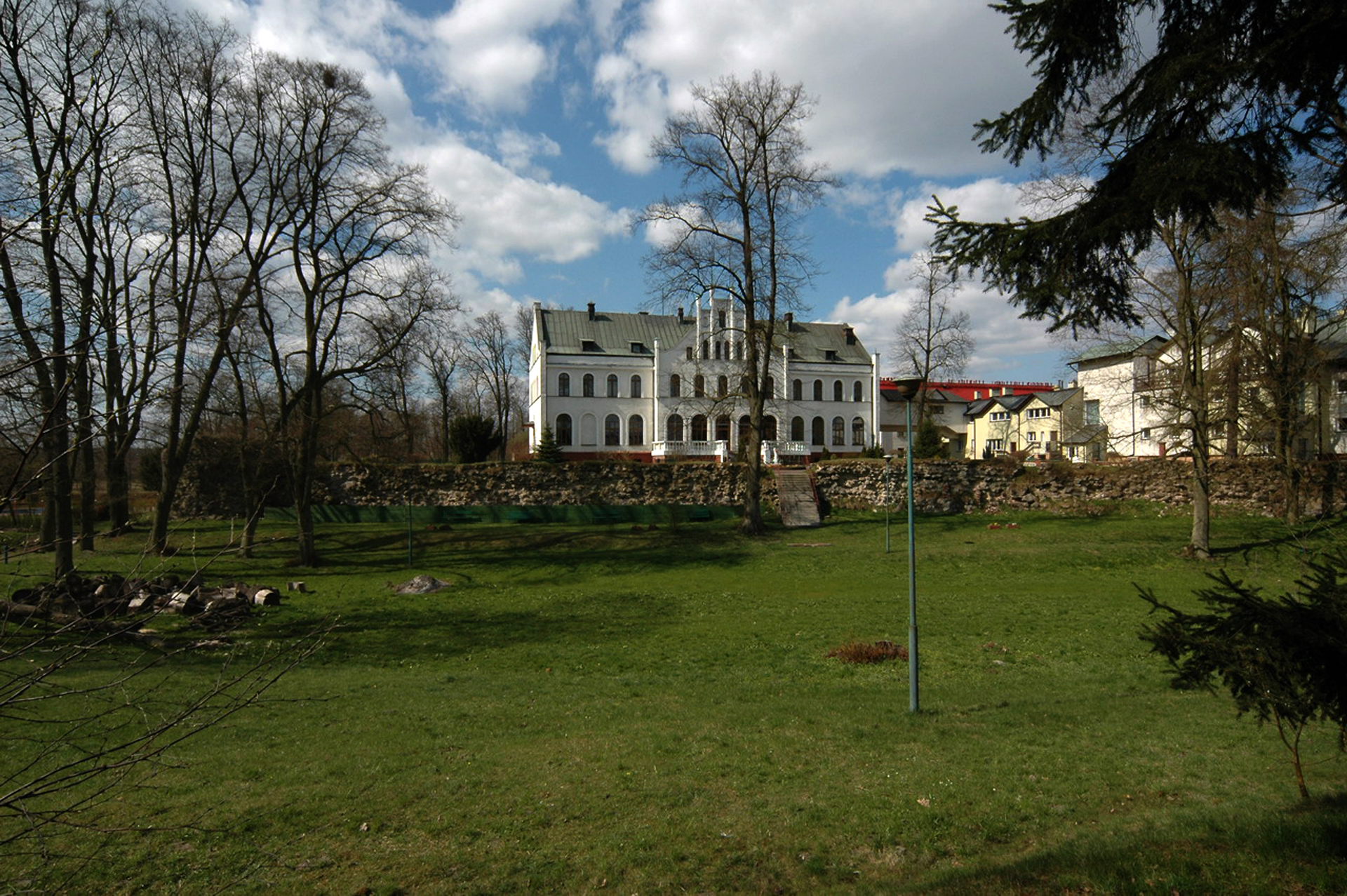
Pałac z widocznymi pozostałościami krzyżackiego zamku

W roku 1659 zamek został zdobyty przez oddziały szwedzkie pod dowództwem Adolfa Jana, brata króla szwedzkiego Karola X Gustawa.
Po pokoju w Oliwie, w miejsce drewnianego dworu Konarskiego późniejsi polscy starostowie z rodu Sapiehów lub Wejherów (od 1695 roku) wznieśli barokowy pałac.
W czasach zaborów w 1830 roku władze pruskie rozebrały większość zamku. W latach 1847–1850 rodzina von Livonius na terenie dawnego zamku wzniosła nowy neogotycki pałac, który zachował się do dzisiaj.
Północno-wschodni odcinek murów o długości 75 m został rozebrany w czasach PRL w 1961 roku.
Do dzisiaj zachowały się fragmenty murów obwodowych.